# 오파스넷
주식회사 오파스넷(영어: Opasnet)은 대한민국의 네트워크 솔루션 전문 IT 서비스 기업이다.
주식시장에서 한동훈 테마주로 분류되어 있으며 주요 고객사는 SKT 및 그 계열사를 비롯해 아모레퍼시픽, 코스콤, 공공기관 등이 있다.

## 역사
오파스넷은 2004년 10월 설립되었다. 2016년 12월 13일, 코넥스 시장에 상장되었고, 2018년 8월 24일 코스닥 시장으로 이전 상장되었다.
2024년 12월 20일부로 알뜰폰 사업을 종료하였다.

## 본점 및 지점 현황
- 본사: 서울특별시 강남구 테헤란로 512
- 부산지사: 부산광역시 남구 수영로 300
- 대구지사: 대구광역시 동구 송라로 58
- 대전지사: 대전광역시 서구 둔산동 1412번지
- 광주시자: 광주광역시 광산구 풍영청길로 15
- 제주지사: 제주특별자치도 제주시 연동 2910 -121